# جيرالد ديفيس (رسام أيرلندي)
جيرالد ديفيس (بالإنجليزية: Gerald Davis)‏ هو رسام أيرلندي، ولد في 1938، وتوفي في 2005.